# Pierrefitte-en-Cinglais
Pierrefitte-en-Cinglais är en kommun i departementet Calvados i regionen Normandie i norra Frankrike. Kommunen ligger i kantonen Falaise-Nord som ligger i arrondissementet Caen. År 2022 hade Pierrefitte-en-Cinglais 237 invånare.

## Befolkningsutveckling
Antalet invånare i kommunen Pierrefitte-en-Cinglais
Referens:INSEE